# Deutscher Arbeitskreis für Gruppenpsychotherapie und Gruppendynamik
Der Deutsche Arbeitskreis für Gruppenpsychotherapie und Gruppendynamik (DAGG) war ein Fachverband zur wissenschaftlich fundierten Anwendung von Gruppenpsychotherapie in Deutschland.
Er wurde 1967 von Helmut Enke, Annelise Heigl-Evers, Dorothea Fuchs-Kamp, Alf Däumling und Georg Schwöbel in Karlsruhe gegründet und Ende 2011 aufgelöst.

## Beschreibung
Der DAGG bestand aus sechs Sektionen:
- Analytische Gruppenpsychotherapie
- Gruppendynamik
- Gruppenmethoden in Klinik und Praxis
- Psychodrama
- Sozialtherapie und psychosoziale Praxis
- Intendierte dynamische Gruppenpsychotherapie

Der DAGG war Mitglied der International Association for Group Psychotherapy, und es bestand eine Kooperation mit dem Österreichischen Arbeitskreis für Gruppentherapie und Gruppendynamik (ÖAGG). Der DAGG gab die Zeitschriften Gruppenpsychotherapie und Gruppendynamik und Matrix heraus.

## Nachfolge
Aus den Sektionen des DAGG haben sich folgende selbständige Vereine gegründet:
- DFP, Deutscher Fachverband für Psychodrama (vormals Sektion Psychodrama im DAGG)
- DGGO, Deutsche Gesellschaft für Gruppendynamik und Organisationsdynamik (vormals Sektion Gruppendynamik im DAGG)
- D3G, Deutsche Gesellschaft für Gruppenanalyse und Gruppenpsychotherapie (Zusammenschluss der Sektionen Analytische Gruppenpsychotherapie, Klinik und Praxis und Intendierte dynamische Gruppenpsychotherapie)
- Deutsche Gesellschaft für Systemisch-konstruktivistische Beratung, Sozialtherapie und Supervision (vormals Sektion Sozialtherapie und psychosoziale Praxis im DAGG)